# AZ (rapper)
Anthony Cruz (9. marts 1972 i Brooklyn i New York), kendt under artistnavnet AZ, er en amerikansk rapper. AZ er mest kendt for sit lange samarbejde med rapper Nas. Han var medlem i hiphopgruppen The Firm sammen med Nas og Foxy Brown.